# Micronaclia mimetica
Micronaclia mimetica är en fjärilsart som beskrevs av Griveaud 1964. Micronaclia mimetica ingår i släktet Micronaclia och familjen björnspinnare. Inga underarter finns listade i Catalogue of Life.